# Stephen Roche
Stephen Roche (IPA: [ˈstiːvən ˈroʊtʃ]; Dublino, 28 novembre 1959) è un ex ciclista su strada e pistard irlandese.
Professionista dal 1981 al 1993, vinse, nel 1987, Giro d'Italia, Tour de France e campionato mondiale su strada, risultando uno dei tre corridori, insieme a Eddy Merckx e Tadej Pogačar, a riuscire nell’impresa.

## Carriera

### Gli anni da dilettante
Nacque a Dublino, da genitori di origine francese,più precisamente della Bretagna,secondo di sei figli. Completato l'apprendistato come operatore di macchina in un'azienda di Dublino, dopo aver cominciato una fruttuosa carriera dilettantistica in Irlanda (vincendo la Rás Tailteann nel 1979), Roche si trasferì in Francia nel febbraio 1980 aggregandosi alla squadra dilettantistica parigina ACBB di Boulogne-Billancourt per prepararsi alla gara su strada dei Giochi olimpici di Mosca di quello stesso anno. Subito dopo il suo arrivo Roche vinse la Parigi-Roubaix per dilettanti, andando il fuga con il belga Dirk Demol e vincendo in volata sul velodromo di Roubaix. Durante la gara, il direttore sportivo gli disse che se non avesse vinto "lo avrebbe rispedito in Irlanda il giorno stesso".
Nonostante avesse concluso sul podio anche la Paris-Èze, un infortunio al ginocchio dovuto ad una suola difettosa lo portò ad una pessima gara a Mosca, in cui concluse 45º. Tornato in Francia, ebbe un periodo strepitoso tra agosto ed ottobre, vincendo 19 gare ed ottenendo un contratto professionistico con la Peugeot-Shell-Michelin per la stagione 1981.

### 1981-1986: gli inizi della carriera professionistica
Ottenne la sua prima vittoria da professionista nel marzo 1981 al Giro della Corsica, battendo il campione del mondo in carica Bernard Hinault. Meno di un mese dopo vinse la Parigi-Nizza, venendo subito indicato come uno dei migliori prodotti della sua generazione; andò quindi a concludere la sua ottima stagione d'esordio vincendo anche il Tour d'Indre-et-Loire e l'Étoile des Espoirs, oltre ad ottenere un secondo posto dietro a Hinault nel Grand Prix des Nations. Nella stagione 1982 il suo miglior risultato fu il secondo posto nell'Amstel Gold Race, ma la sua scalata al successo continuò nel 1983 con le vittorie al Tour de Romandie, al Gran Premio di Vallonia, all'Étoile des Espoirs e alla Parigi-Bourges. Al Tour de France 1983 si piazzò al tredicesimo posto; concluse la stagione con una medaglia di bronzo ai mondiali su strada di Altenrhein, in Svizzera, preceduto solo da Greg LeMond (vincitore in solitaria) e da Adrie van der Poel.
Nel 1984 si trasferì tra le file di un'altra squadra francese, La Redoute, dopo aver avuto problemi contrattuali con la Peugeot. Durante l'anno vinse il Tour de Romandie per la seconda volta, la semiclassica Nizza-Alassio e la Subida a Arrate, e ottenne il secondo posto alla Parigi-Nizza; concluse invece il Tour de France al venticinquesimo posto. Nella stagione 1985, ancora in maglia La Redoute, vinse il Critérium International, il Tour Midi-Pyrénées, concluse secondo alla Parigi-Nizza e terzo alla Liegi-Bastogne-Liegi. Al Tour de France 1985 conquistò una tappa, la diciottesima, con arrivo sul Colle d'Aubisque, e concluse la gara sul podio al terzo posto, a 4 minuti e 29 secondi dal vincitore Bernard Hinault; si classificò inoltre settimo ai mondiali su strada di Giavera del Montello.
Nel novembre 1985, mentre gareggiava alla Sei giorni di Parigi con il professionista britannico Anthony Doyle, cadde e si infortunò seriamente al ginocchio sinistro. Questo problema pregiudicò la sua stagione 1986, la prima con la formazione italiana Carrera: concluse ad esempio il Tour de France 1986 al 48º posto, a un'ora e 32 minuti dal vincitore Greg LeMond. I riflessi dolorosi all'arto e i problemi cronici alla schiena si ripresenteranno per il resto della carriera; anche l'intervento chirurgico fatto dall'esperto Dr. Müller-Wohlfahrt di Monaco di Baviera servirà a poco. Dopo il ritiro dichiarò di aver corso il Tour de France 1993 "solo per divertimento".

### 1987: la tripletta Giro-Tour-Mondiale

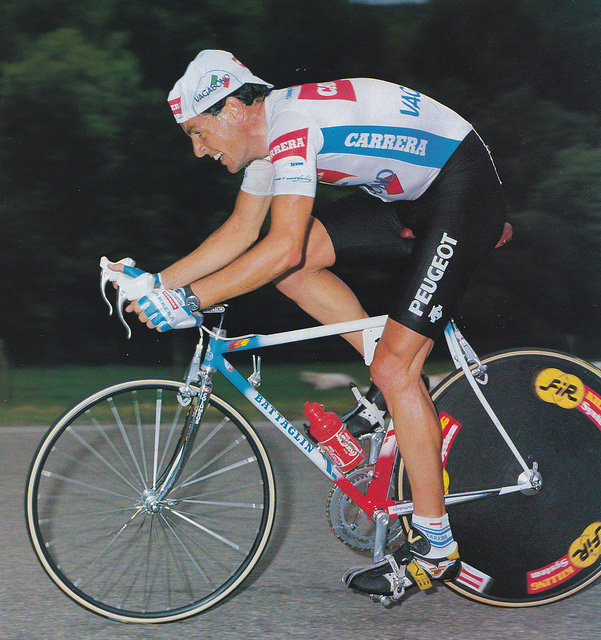
Roche durante una prova a cronometro nel 1987

Nel 1987 fu protagonista di un'ottima primavera agonistica: tra febbraio e aprile vinse la Volta a la Comunitat Valenciana e, pur penalizzato da una foratura, si classificò quarto, con la vittoria nella cronometro finale, alla Parigi-Nizza. Concluse quindi quarto alla Freccia Vallone e secondo, battuto da Moreno Argentin, alla Liegi-Bastogne-Liegi – fu quello il suo miglior risultato nelle classiche. In maggio si aggiudicò per la terza volta il Tour de Romandie, facendo suoi anche due successi di tappa.
Al Giro d'Italia, nonostante i risultati conseguiti da Roche nella prima parte di stagione e l'ottima forma con cui si avvicinava alla "Corsa Rosa", il capitano designato della Carrera fu l'italiano Roberto Visentini, vincitore dell'edizione 1986. Ma il Giro 1987 lo vinse proprio Roche: l'irlandese si aggiudicò la seconda semitappa della prima frazione (cronodiscesa di 8 km dal Poggio a Sanremo) e la ventiduesima e ultima tappa, una cronometro individuale di 32 km a Saint-Vincent (li coprì alla media di 43,359 km/h), oltre alla cronometro a squadre del quarto giorno. La classifica generale finale fu così sua. Nonostante tali vittorie, comunque, il momento saliente della corsa fu la tappa da Lido di Jesolo a Sappada, quando Roche, contravvenendo agli ordini di squadra, decise di andare in fuga e, pur con la propria squadra – su decisione del ds Davide Boifava – ad inseguirlo per difendere il capitano Visentini, riuscì a guadagnare 3'12" e a togliere la maglia rosa all'italiano. Visentini lo accusò apertamente di tradimento, e nell'ultima settimana di corsa Roche dovette sfidare, ogni giorno, il fortissimo astio da parte dei tifosi italiani e di una stampa nazionale apertamente critica nei suoi confronti. Anche gran parte dei propri compagni di squadra si schierarono con Visentini: si disse che l'unico membro della Carrera che non gli corresse contro nell'ultima settimana fosse il fidato gregario Eddy Schepers; Roche ottenne comunque il sostegno dei corridori della Panasonic capitanata da Robert Millar, che poi chiuse secondo, e riuscì a fare sua la "Corsa Rosa".
Il seguente Tour de France 1987 risultò essere uno dei più difficili degli ultimi anni – 4231,1 chilometri suddivisi in ben 25 tappe, dieci delle quali di montagna – nonché, dopo il ritiro dalle corse di Bernard Hinault e con Greg LeMond messo fuori causa da un incidente di caccia, uno dei più incerti e combattuti. Roche, presentatosi come outsider, inizialmente senza ambizioni di trionfo, vinse la decima tappa, una cronometro individuale di 87,5 km conclusasi a Futuroscope; arrivò poi secondo nella diciannovesima frazione, sfilando la maglia gialla a Jean-François Bernard, ma già l'indomani, sull'Alpe d'Huez, dovette cedere il primato a Pedro Delgado, che all'arrivo lo aveva preceduto di 1'44". Nella ventunesima tappa, un'altra frazione alpina con il Colle del Galibier, il Colle della Madeleine e l'arrivo a La Plagne, Roche si ritrovò ancora ad inseguire lo spagnolo, partito all'attacco sulla salita finale, ma riuscì infine a perdere solamente 4 secondi. Appena tagliato il traguardo perse però conoscenza e, non riuscendo a respirare, ebbe bisogno di una maschera di ossigeno; si riprese comunque bene e il giorno dopo attaccò il rivale in discesa strappandogli altri 18". In quel Tour la maglia gialla venne vestita da altri sette atleti, prima che Roche sfruttasse, al penultimo giorno, i 38 km della cronometro di Digione per recuperare gli ultimi 21 secondi e vincere il Tour con 40" di margine su Delgado: era quello il secondo distacco minimo tra primo e secondo fino ad allora, dopo quello di 38 secondi di Jan Janssen su Van Springel nel 1968 (due anni dopo, Greg LeMond batté Laurent Fignon per soli 8 secondi). Roche divenne così il quinto ciclista capace di vincere Giro e Tour nello stesso anno, dopo Coppi, Merckx, Anquetil e Hinault; fu anche il primo irlandese in assoluto a vincere il Tour de France, fatto rimarcato dalla presenza dell'allora primo ministro della Repubblica d'Irlanda Charles Haughey sul podio della premiazione sugli Champs-Élysées.
Dopo il Tour, in agosto Roche corse alcuni criterium in preparazione al Campionato mondiale di Villaco, Austria, del 6 settembre. Il giorno della gara iridata Roche lavorò incessantemente a favore del compagno Sean Kelly, principale favorito (il percorso gli si addiceva, si disse), andando a chiudere, negli ultimi quattro giri, su numerosi tentativi di fuga. Andò poi lui stesso all'attacco nell'azione decisiva, al penultimo giro, per coprire il proprio connazionale, rimasto imbrigliato nella pancia del gruppo e non in perfette condizioni fisiche. Davanti rimasero in cinque, Roche, Teun van Vliet, Rolf Gölz, Rolf Sørensen e Guido Winterberg; l'irlandese attaccò a 500 metri dal traguardo e vinse con pochi metri di vantaggio sul plotoncino degli inseguitori, che stava proprio in quel momento per completare il ricongiungimento. Roche divenne così, a sorpresa, il secondo ciclista nella storia a vincere Giro, Tour e mondiale nello stesso anno, dopo Eddy Merckx nel 1974; con risultati di tale livello all'attivo in stagione, la vittoria nel Super Prestige Pernod fu per lui una formalità.

### 1988-1993: gli ultimi anni

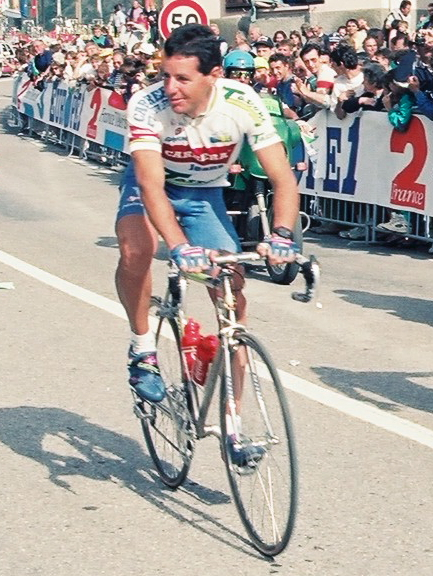
Roche al Tour de France 1993

Alla fine della stagione 1987 Roche annunciò un cambio di squadra, dalla Carrera Jeans alla francese Fagor-MBK, portandosi con sé alcuni compagni di squadra tra cui i britannici Sean Yates, Malcolm Elliott, il più volte vincitore della maglia a pois del Tour de France Robert Millar ed il fedele gregario Eddy Schepers. La stagione 1988 cominciò male con il riacutizzarsi dell'infortunio al ginocchio sinistro: Roche saltò sia il Giro d'Italia, per un fibroma da cicatrice allo stesso ginocchio, che il Tour de France, e al termine dell'anno non aveva messo a referto alcuna vittoria.
Nel 1989 vinse la Vuelta al País Vasco, fu ancora secondo alla Parigi-Nizza (per la terza volta) e alla Setmana Catalana, oltreché nono al Giro d'Italia; dovette invece ritirarsi dal Tour de France dopo aver picchiato sul manubrio della bicicletta il ginocchio destro, quello già interessato dall'infortunio del 1986. Al termine dell'anno la Fagor-MBK chiuse i battenti e Roche dovette cambiare squadra un'altra volta: per il 1990 passò così alla Histor-Sigma, aggiudicandosi, in quella stagione, la Quatre Jours de Dunkerque e concludendo per la quarta volta secondo alla Parigi-Nizza. Nel maggio del 1990 Paul Kimmage, ex ciclista professionista irlandese e già compagno di squadra di Roche alla Fagor-MBK, pubblicò un dossier molto diretto sulla vita nel gruppo dei professionisti. Il libro Rough Ride portò alla luce l'utilizzo endemico di doping – soprattutto stimolanti e steroidi – nel gruppo. La pubblicazione del libro portò ad una reazione di disappunto da parte di Roche, che non condivideva il modo in cui la tematica veniva trattata; avanzò anche minacce legali, nonostante nel libro si accennasse in maniera lusinghiera alle sue vittorie e non si parlasse direttamente dell'uso di sostanze dopanti da parte sua.
Nel 1991, accasatosi alla TonTon Tapis-GB di Roger De Vlaeminck, Roche vinse la Setmana Catalana ed il Critérium International; quell'anno prese il via anche al Tour de France ma, per un contrattempo dovuto all'espletamento di necessità corporali, si presentò alla cronometro a squadre con sette minuti di ritardo rispetto alla partenza dei compagni: coprì allora da solo i 37,5 chilometri del percorso finendo però fuori tempo massimo di cinque minuti, ed escluso di conseguenza dalla corsa. Nel 1992 vinse la tappa di La Bourboule al Tour de France: era tornato alla Carrera di Davide Boifava, e alla Grande Boucle, questa volta non come capitano, ma come gregario di Claudio Chiappucci, ottenne il nono posto finale.
L'anno dopo fu nono al Giro e tredicesimo al Tour. Si ritirò dal professionismo alla fine della stagione 1993, in cui ottenne una sola vittoria, nel criterium post-Tour de France di Château-Chinon. Proprio relativamente alla stagione 1993, nel 2000 Roche fu implicato nell'inchiesta, condotta dalla procura di Ferrara nella figura del pm Pierguido Soprani, e nel successivo processo che coinvolse il dottor Francesco Conconi e due suoi collaboratori, il biologo Ilario Casoni e il medico sportivo Giovanni Grazzi, quest'ultimo medico sociale del team Carrera fino al 1995. Nella fattispecie, nell'ambito di una presunta ricerca contro il doping finanziata dal CONI ed effettuata da Conconi nel 1993 – poi rivelatasi essere un programma sistematico di somministrazione di doping a sportivi professionisti – emerse come, tra le altre cose, Grazzi avesse somministrato EPO a sei ciclisti della Carrera, tra cui proprio Roche, tra il gennaio e il luglio 1993.
Nonostante l'utilizzo di nomi in codice (Rocchi, Rossi, Rocca, Roncati, Righi e Rossini erano, secondo l'accusa, i nomi usati da Conconi, nei file sequestrati, per riferirsi al ciclista irlandese) tentasse di mascherare i nominativi di coloro che ricevevano le sostanze dopanti, e nonostante Roche avesse dichiarato di non aver mai assunto EPO, e nemmeno di aver mai avuto a che fare con Conconi, il giudice Franca Oliva concluse: «Gli imputati per alcuni anni e con assoluta continuità hanno fiancheggiato gli atleti nella loro assunzione di eritropoietina. [...] Pertanto sussiste in punta di diritto il reato così come a loro contestato». In merito ai fatti precedenti al 1995, Conconi, Casoni e Grazzi vennero però assolti, per sopravvenuta prescrizione, dall'accusa di frode sportiva, ma dichiarati colpevoli moralmente.

## Dopo il ritiro
Roche ha vissuto a lungo in Francia, gestendo anche un albergo, il Roche Marina Hotel a Villeneuve-Loubet, sulla Costa Azzurra, e organizzando al contempo campi di allenamento-vacanza per ciclisti sia nel sud della Francia che sull'isola spagnola di Maiorca. Ha lavorato anche come commentatore ciclistico sul canale televisivo Eurosport ed è stato testimonial al Tour de France per l'azienda di formaggi francesi Coeur de Lion.
All'età di ventidue anni sposò Lydia Giudici; la coppia ha avuto quattro figli, Nicolas, divenuto ciclista professionista nel 2005, la secondogenita Christel e i più piccoli Alexi e Florian, divorziando nel 2003. Il fratello di Stephen, Lawrence, fu anch'egli ciclista professionista, i due corsero anche alcune gare insieme in gruppo; la sorella Maria è invece la madre di Daniel Martin, pure lui, dal 2008, ciclista nella categoria professionisti.

## Palmarès
- 1979 (dilettanti)

Classifica generale Rás Tailteann
- 1980 (dilettanti)

Paris-Roubaix Espoirs
- 1981 (Peugeot, dieci vittorie)

2ª tappa Tour de Corse
Classifica generale Tour de Corse
7ª tappa, 2ª semitappa Parigi-Nizza (Nizza > Col d'Èze, cronometro)
Classifica generale Parigi-Nizza
3ª tappa Tour d'Indre-et-Loire
Classifica generale Tour d'Indre-et-Loire
7ª tappa Tour de l'Avenir
Prologo Étoile des Espoirs
4ª tappa, 2ª semitappa Étoile des Espoirs
Classifica generale Étoile des Espoirs
- 1983 (Peugeot, cinque vittorie)

Classifica generale Tour de Romandie
Grand Prix de Wallonie
1ª tappa Parigi-Bourges (Nemours > Asnières-lès-Bourges)
Classifica generale Parigi-Bourges
Classifica generale Étoile des Espoirs
- 1984 (La Redoute, quattro vittorie)

Nizza-Alassio
6ª tappa Parigi-Nizza (La Seyne-sur-Mer > Mandelieu-la-Napoule)
Classifica generale Tour de Romandie
Subida a Arrate
- 1985 (La Redoute, nove vittorie)

Bol d'Or des Monédières
7ª tappa, 2ª semitappa Parigi-Nizza (Nizza > Col d'Èze, cronometro)
Classifica generale Critérium International
1ª tappa Tour Midi-Pyrénées (Cahors > Guzet Neige)
Classifica generale Tour Midi-Pyrénées
Prologo Critérium du Dauphiné Libéré (Annemasse, cronometro)
9ª tappa Critérium du Dauphiné Libéré (Orange > Avignone, cronometro)
18ª tappa, 1ª semitappa Tour de France (Luz-Saint-Sauveur > Colle d'Aubisque)
3ª tappa, 2ª semitappa Tour of Ireland (Clonmel > Cork)
5ª tappa Tour of Ireland (Cork > Limerick)
- 1987 (Carrera, dodici vittorie)

3ª tappa, 2ª semitappa Volta a la Comunitat Valenciana (Torrent, cronometro)
Classifica generale Volta a la Comunitat Valenciana
7ª tappa, 2ª semitappa Parigi-Nizza (Nizza > Col d'Èze, cronometro)
5ª tappa, 1ª semitappa Tour de Romandie (Grimentz > Vercorin)
5ª tappa, 2ª semitappa Tour de Romandie (Zinal > Chandolin)
Classifica generale Tour de Romandie
1ª tappa, 2ª semitappa Giro d'Italia (Poggio > Sanremo, cronometro)
22ª tappa Giro d'Italia (Aosta > Saint-Vincent, cronometro)
Classifica generale Giro d'Italia
10ª tappa Tour de France (Saumur > Futuroscope, cronometro)
Classifica generale Tour de France
Campionati del mondo, Prova in linea
- 1989 (Fagor, quattro vittorie)

7ª tappa, 2ª semitappa Parigi-Nizza (Nizza > Col d'Èze, cronometro)
5ª tappa, 2ª semitappa Vuelta al País Vasco (Zumaia, cronometro)
Classifica generale Vuelta al País Vasco
3ª tappa, 1ª semitappa Quatre Jours de Dunkerque (Oxelaëre > Cassel, cronometro)
- 1990 (Histor-Sigma, una vittoria)

Classifica generale Quatre Jours de Dunkerque
- 1991 (Tonton Tapis, due vittorie)

Classifica generale Setmana Catalana
Classifica generale Critérium International
- 1992 (Carrera, una vittoria)

16ª tappa Tour de France (Saint-Étienne > La Bourboule)

### Altri successi
- 1981 (Peugeot)

2ª tappa, 2ª semitappa Parigi-Nizza (Bourbon-Lancy, cronosquadre)
- 1984 (La Redoute)

Classifica punti Critérium du Dauphiné Libéré
- 1985 (La Redoute)

3ª tappa Critérium International (cronosquadre)
Loudéac (criterium)
Ormes (criterium)
- 1987 (Carrera)

1ª tappa Parigi-Nizza (Champigny, cronosquadre)
Classifica punti Tour de Romandie
3ª tappa Giro d'Italia (Lerici > Lido di Camaiore, cronosquadre)
2ª tappa Tour de France (Berlino, cronosquadre)
Kortenhoef (criterium)
Dublino (criterium)
Aalsmeer (criterium)
Challenge El Ciclista Internacional
Classifica generale Super Prestige Pernod
- 1990 (Histor-Sigma)

3ª tappa Parigi-Nizza (Saint-Étienne, cronosquadre)
Calais (criterium)
- 1991 (Tonton Tapis)

Brioude (criterium)
- 1992 (Carrera)

Premio Fair Play Tour de France
- 1993 (Carrera)

Château-Chinon (criterium)

## Piazzamenti

### Grandi Giri
- Giro d'Italia

1986: ritirato (21ª tappa)
1987: vincitore
1989: 9º
1993: 9º
- Tour de France

1983: 13º
1984: 25º
1985: 3º
1986: 48º
1987: vincitore
1989: non partito (10ª tappa)
1990: 44º
1991: fuori tempo (2ª tappa)
1992: 9º
1993: 13º
- Vuelta a España

1992: 14º

### Classiche monumento
- Milano-Sanremo

1984: 28º
1985: 52º
1987: 74º
1992: 35º
1993: 126º
- Giro delle Fiandre

1989: 30º
- Parigi-Roubaix

1981: 39º
1982: 17º
1983: 20º
1984: 21º
- Liegi-Bastogne-Liegi

1982: 9º
1983: 24º
1985: 3º
1987: 2º
1988: ritirato
1989: 33º
1990: 16º
1991: 8º
1992: 14º
1993: 24º
- Giro di Lombardia

1981: 14º
1982: 16º
1983: 18º
1984: 5º
1992: 18º

### Competizioni mondiali
- Campionati del mondo su strada

Praga 1981 - In linea: 61º
Goodwood 1982 - In linea: 32º
Altenrhein 1983 - In linea: 3º
Giavera del Montello 1985 - In linea: 7º
Villach 1987 - In linea: vincitore
Ronse 1988 - In linea: 75º
Stoccarda 1991 - In linea: ritirato
Benidorm 1992 - In linea: 23º
Oslo 1993 - In linea: ritirato
- Giochi olimpici

Mosca 1980 - In linea: 45º

## Riconoscimenti
- Mendrisio d'Oro del Velo Club Mendrisio 1987
- Premio Marie-Christine Ubald-Bocquet dell'Accademia dello Sport nel 1987